# F.4 (dirigibile)
Il dirigibile F.4 era un dirigibile di tipo semirigido costruito in Italia per scopi militari dalle Officine Leonardo da Vinci di Baggio nella seconda metà degli anni dieci del XX secolo. L'F.4 apparteneva alla "Classe F", progettata dall'ingegnere Enrico Forlanini.

## Storia del progetto
Dopo aver realizzato i dirigibili sperimentali semirigidi F.1 "Leonardo da Vinci", in collaborazione con Cesare Dal Fabbro, e F.2 "Città di Milano", il progettista Enrico Forlanini, avviò la costruzione di ulteriori esemplari in risposta alla legge di potenziamento dell'aeronautica del 1910 che aveva previsto la costruzione di 9 dirigibili, di cui tre piccoli, cinque medi e uno grande.
Il governo britannico si interessò alle aeronavi tipo Forlanini, ordinando la realizzazione di una nuova aeronave che fu designata F.3, allestita nel corso del 1915, a prima guerra mondiale oramai iniziata. Il Ministero della guerra del Regno d'Italia si interessò anch'esso alle aeronavi tipo Forlanini ordinando la costruzione di tre esemplari, designati F.4, F.5 ed F.6, presso il cantiere aeronautico di Baggio (Milano).

## Tecnica
I dirigibili progettati da Forlanini furono tra i primi a presentare la navicella di comando solidale con l'involucro per ridurre la resistenza aerodinamica.
L'aeronave era di tipo semirigido, la struttura che caratterizzerà poi gran parte dei dirigibili di realizzazione italiana. Per motivi di sicurezza (l'aeronave era gonfiata con idrogeno) tutte le stoffe avevano ricevuto trattamento ignifugo, e l'aeronave presentava un doppio involucro. Quello interno era suddiviso in 12 sacche per il gas. In linea con l'epoca era invece il complesso sistema di impennaggi con un gruppo multiplano a poppa seguito da uno triplano in coda. I piani di coda multiplani caratterizzano tutti i dirigibili di Forlanini, con l'esclusione dell'Omnia Dir.
Per la motorizzazione venne dapprima prescelto il propulsore Fiat S.76A, poi sostituito dall'Isotta Fraschini V.4B da 160 CV, installato in due esemplari. L'armamento difensivo comprendeva una postazione dorsale per mitragliatrice.

## Impiego operativo
Realizzato nel corso del 1915, l'F.4 venne assegnato in forza alla Regia Marina al comando del capitano di corvetta Emanuele Ponzio che si avvaleva del Tenente di Vascello Francesco Cappa, Comandante in seconda, del Sottotenente di Vascello Carlo Giartosio e dei motoristi Caiazzo, Mario Senis, Mengoni e Sasella. Il periodo di collaudo si protrasse per un tempo interminabile, e nei test eseguiti tra l'agosto e il settembre 1916 il dirigibile non riuscì a raggiungere le prestazioni previste, toccando una quota massima di 4 000 m. L'aeronave fu presa in consegna dalla Regia Marina il 17 settembre 1916 e trasferita sull'aeroporto di Ferrara-San Luca. La messa a punto dell'F.4 si protrasse ancora per un lungo periodo, e i propulsori originariamente installati vennero sostituiti dai più potenti Isotta Fraschini V.4B da 160 CV. L'esordio operativo avvenne nella notte tra il 25 e il 26 febbraio 1917, quando di concerto con i dirigibili M.1 e M.8, fu tentata un'incursione contro la base navale di Pola. A causa di problemi a un motore sorti mentre l'aeronave era già in volo sul mare, il capitano Ponzio ordinò di invertire la rotta e rientrare alla base. Passato al comando del tenente di vascello Francesco Cappa, tale incursione fu ritentata nella notte del 25 aprile, ma anche questa volta sorsero problemi a un motore, risolti dai meccanici in volo, che uniti alle cattive condizioni meteorologiche, caratterizzate dalla presenza di fitti banchi di nubi che nascondevano la costa dell'Istria nella fase finale del volo, indussero il comandante a rientrare alla base. A questo punto l'F.4 fu ritirato dalla linea di combattimento ed assegnato all'addestramento degli equipaggi, venendo trasferito all'aeroporto di Jesi il 14 ottobre 1917. Definitivamente radiato, insieme al V.2, fu riportato a Baggio e quindi demolito.

## Utilizzatori
Italia
- Regia Marina

### Annotazioni
1. ↑  Tale soluzione risulta adottata anche dai dirigibili tedeschi prodotti dalla Groß-Basenach.

### Fonti
1. ↑  Pesce 1982, p. 135.
2. ↑  Pesce 1982, p. 28.
3. ↑  Pesce 1982, p. 56.
4. ↑  Mancini 1936, p. 285.
5. 1 2 3 4 5 6 7  Raito 2018, p. 71.
6. 1 2  Mancini 1936, p. 239.
7. ↑  Raito 2018, p. 72.